# Hemideina trewicki
Hemideina trewicki is een rechtvleugelig insect uit de familie Anostostomatidae. De wetenschappelijke naam van deze soort is voor het eerst geldig gepubliceerd in 1995 door Morgan-Richards.